# Lewis County (West Virginia)
Lewis County ist ein County im Bundesstaat West Virginia der Vereinigten Staaten. Der Verwaltungssitz (County Seat) ist Weston. Das U.S. Census Bureau hat bei der Volkszählung 2020 eine Einwohnerzahl von 17.033 ermittelt.

## Geographie
Das County liegt im mittleren Nordosten von West Virginia und hat eine Fläche von 1009 Quadratkilometern, wovon 20 Quadratkilometer Wasserfläche sind. Es grenzt im Uhrzeigersinn an folgende Countys: Harrison County, Upshur County, Webster County, Braxton County, Gilmer County und Doddridge County.

## Geschichte
Lewis County wurde am 18. Dezember 1816 aus Teilen des Harrison County gebildet. Benannt wurde es nach Charles Lewis, einem Soldaten, der während des Unabhängigkeitskrieges bei der Schlacht von Point Pleasant getötet wurde.

## Demografische Daten

Alterspyramide des Lewis County

Nach der Volkszählung im Jahr 2000 lebten im Lewis County 16.919 Menschen in 6.946 Haushalten und 4.806 Familien. Die Bevölkerungsdichte betrug 17 Einwohner pro Quadratkilometer. Ethnisch betrachtet setzte sich die Bevölkerung zusammen aus 98,59 Prozent Weißen, 0,13 Prozent Afroamerikanern, 0,20 Prozent amerikanischen Ureinwohnern, 0,29 Prozent Asiaten und 0,08 Prozent aus anderen ethnischen Gruppen; 0,70 Prozent stammten von zwei oder mehr Ethnien ab. 0,50 Prozent der Bevölkerung waren spanischer oder lateinamerikanischer Abstammung.
Von den 6.946 Haushalten hatten 28,6 Prozent Kinder und Jugendliche unter 18 Jahre, die bei ihnen lebten. 54,6 Prozent waren verheiratete, zusammenlebende Paare, 10,5 Prozent waren allein erziehende Mütter, 30,8 Prozent waren keine Familien, 26,9 Prozent waren Singlehaushalte und in 13,0 Prozent lebten Menschen im Alter von 65 Jahren oder darüber. Die Durchschnittshaushaltsgröße betrug 2,40 und die durchschnittliche Familiengröße lag bei 2,88 Personen.
Auf das gesamte County bezogen setzte sich die Bevölkerung zusammen aus 22,1 Prozent Einwohnern unter 18 Jahren, 7,7 Prozent zwischen 18 und 24 Jahren, 28,0 Prozent zwischen 25 und 44 Jahren, 25,9 Prozent zwischen 45 und 64 Jahren und 16,4 Prozent waren 65 Jahre alt oder darüber. Das Durchschnittsalter betrug 40 Jahre. Auf 100 weibliche Personen kamen 94,2 männliche Personen. Auf 100 Frauen im Alter von 18 Jahren oder darüber kamen statistisch 91,4 Männer.
Das jährliche Durchschnittseinkommen eines Haushalts betrug 27.066 USD, das Durchschnittseinkommen der Familien betrug 32.431 USD. Männer hatten ein Durchschnittseinkommen von 27.906 USD, Frauen 18.733 USD. Das Prokopfeinkommen betrug 13.933 USD. 19,9 Prozent der Bevölkerung und 16,3 Prozent der Familien lebten unterhalb der Armutsgrenze. Davon waren 27,0 Prozent Kinder oder Jugendliche unter 18 Jahre und 11,2 Prozent waren Menschen über 65 Jahre.

## Städte und Gemeinden
| - Aberdeen - Alkires Mills - Alum Bridge - Arnold - Aspinall - Bablin - Bealls Mills - Ben Dale - Bennett - Berlin - Brownsville - Butchersville - Camden | - Churchville - Copley - Cox Town - Crawford - Emmart - Freemansburg - Gaston - Georgetown - Homewood - Horner - Ireland - Jackson Mill - Jacksonville | - Jane Lew - Kitsonville - Lightburn - McGuire Park - Orlando - Pickle Street - Roanoke - Turnertown - Walkersville - Valley Chapel - Vadis - Weston |